# تومي أندرسون (لاعب هوكي الجليد)
تومي أندرسون (بالإنجليزية: Tommy Anderson)‏ (و. 1911 – 1971 م) هو لاعب هوكي الجليد من المملكة المتحدة، وكندا، ولد في إدنبرة، مركز لعبه هو مدافع ‏، توفي عن عمر يناهز 60 عاماً.

## جوائز
حصل على جوائز منها:
- جائزة هارت التذكارية [الإنجليزية]‏ (1942).[3]

## روابط خارجية
- تومي أندرسون على موقع دوري الهوكي الوطني (الإنجليزية)
- تومي أندرسون على موقع EliteProspects.com (الإنجليزية)
- تومي أندرسون على موقع HockeyDB.com (الإنجليزية)
- تومي أندرسون على موقع Hockey-Reference.com (الإنجليزية)